# アトラス (戦列艦・1782年)
| アトラス | アトラス |
| 艦歴     | 艦歴 |
| -------- | --- |
| 運用者   | イギリス海軍 |
| 建造     | チャタム工廠 |
| 発注     | 1777年8月5日 |
| 起工     | 1777年10月1日 |
| 進水     | 1782年2月13日 |
| その後   | 1821年解体 |
| 戦歴     | サン・ドミンゴの海戦 |
| 性能諸元 | |
| クラス   | デューク級 98門2等戦列艦 |
| トン数   | 1950bm |
| 全長     | 砲列甲板：177ft 6in(54.1m) |
| 全幅     | 50ft (15.2m) |
| 深さ     | 船倉：21ft 2in(6.5m) |
| 推進     | 帆走（3本マストシップ） |
| 兵装     | 98門： 上砲列：12ポンド（5kg）砲30門 中砲列：18ポンド（8kg）砲30門 下砲列：32ポンド（15kg）砲28門 後甲板：12ポンド（5kg）砲8門 船首楼：12ポンド（5kg）砲2門 |

アトラス (HMS Atlas) はイギリス海軍の98門2等戦列艦。

## 建造
アトラスはジョン・ウィリアムスによって設計され、1777年8月5日チャタム工廠に建造が発注された。この船の竜骨は1777年10月1日に敷かれ、進水は1782年2月13日だった。全ての艤装が完了したのは1782年3月30日だった。1779年4月までイズラエル・ポウノルがこの船の建造の責任者であり、その後ニコラス・フィリップスが引き継いだ。建造にかかった費用は艤装も含めて50,350ポンド7シリング4ペンスだった。

## 艦歴とエピソード
アトラスは1798年から1802年にかけてテオフィルス・ジョーンズ艦長のもとで任務に就いた。
1802年には74門艦に格下げされた。
1806年2月6日にはサミュエル・ピム艦長のもと、サン・ドミンゴの海戦 (en) に参加した。アトラスは戦死者8名、負傷者11名の損害を出した。
1808年にはカディス沖でパービス提督の旗艦を務めた。アトラスはフランスの砲台と何度も交戦し、合計で死傷者を50人ほど出した。また、この船はカタリナ要塞の破壊の任を帯びていた。
1813年12月から翌年1月にかけてアトラスはポーツマスで監獄船への再艤装を受けた。その後、1814年10月に余剰弾薬を保管する火薬庫への改造が決定され、この作業は1815年1月に終わった。
この船は最終的に1821年に解体された。